# Villers-Tortru
Villers-Tortru (luxembourgeois : Wellertäerchen/Täertchen, allemand : Weiler-Törtchen/Tortert) est un hameau de la commune belge d'Étalle situé en Région wallonne dans la province de Luxembourg. Il se trouve en Gaume, en bordure de la Haute-Semois. Avant la fusion des communes il faisait partie de la commune de Vance.
Composé de quelques maisons qui forment un quadrilatère, le hameau tient son nom de sa proximité avec la chaussée romaine reliant Reims et Trèves, qui passe à un kilomètre au nord. Il s'y trouvait probablement une villa romaine, d'où le nom de Villers.